# Ada Air
Ada Air was een Albanese luchtvaartmaatschappij met thuisbasis in Tirana. De maatschappij vloog routes vanaf Bari, Italië naar Albanië. 's Nachts voerde het vrachtvluchten uit voor DHL. De hoofdbasis was Luchthaven Tirana. De luchtvaartmaatschappij werd gesloten na onbetaalde obligaties naar de Luchthaven "Mother Theresa" in Rinas, Tirana.

## Geschiedenis
Ada Air werd opgericht in 1991 onder de naam Adalbanair met hulp van de Franse maatschappij Air Littoral. Vanaf 1992 werd Ada Air gevormd door de Albanese/Franse groep Ada. Vanaf 2007 werden geen lijndiensten meer uitgevoerd.

## Vloot
De vloot van Ada Air bestond uit: (september 2011)
- 1 ATR 42

## Bestemmingen
Voor Ada Air stopte met het uitvoeren van lijnvluchten werden er enkel vluchten uitgevoerd tussen Luchthaven Tirana en Luchthaven Bari.